# George Rhoden
George Vincent Rhoden (Kingston, Jamaica; 13 de diciembre de 1926-Kingston, 24 de agosto de 2024) fue un atleta jamaicano, especializado en la prueba de 4 × 400 m en la que llegó a ser campeón olímpico en 1952.

## Carrera deportiva
En los Juegos Olímpicos de Helsinki 1952 ganó la medalla de oro en los relevos 4x400 metros, batiendo el récord del mundo con un tiempo de 3:03.9 segundos, llegando a meta por delante de Estados Unidos y Alemania (bronce), siendo sus compañeros de equipo Leslie Laing, Herb McKenley y Arthur Wint; también ganó el oro en los 400 metros, con un tiempo de 45.9 segundos, por delante de su compatriota Herb McKenley y del estadounidense Ollie Matson.
| Predecesor: Arthur Wint | Campeón Olímpico de 400 metros Helsinki 1952 | Sucesor: Charlie Jenkins |